# Daïra de Lahmar
La daïra de Lahmar est une daïra d'Algérie située dans la wilaya de Béchar et dont le chef-lieu est la ville éponyme de Lahmar.

## Communes de la daïra
La daïra de Lahmar comprend trois communes :
- Lahmar
- Mougheul
- Boukais

La population totale de la daïra est de 3 614 habitants pour une superficie de 3 220 km2.